# Il quartiere degli israeliti a Venezia
Il quartiere degli israeliti a Venezia è un dipinto di Telemaco Signorini del 1860. Signorini espose il quadro alla Promotrice di Torino nel 1861. Il quadro definitivo andò in seguito perduto e ne sopravvive solo un bozzetto.

## Storia e descrizione
Quando Signorini lo espose per la prima volta a Torino, il quadro suscitò un grande scandalo; sia perché era stato dipinto in una maniera allora incomprensibile, usando la tecnica della macchia tipica dei Macchiaioli, sia perché rappresentava un quartiere di Venezia povero e un po' degradato, lontano dalla classica idealizzazione della Laguna.
Signorini intendeva in effetti fare un'opera innovativa, provocatoria e che suscitasse scandalo.
Dal punto di vista artistico, il quadro rientra in una tipologia descritta da Silvestra Bietoletti: ”Signorini dipinge temi di vita contemporanea... nei quali l'artista suggerisce la situazione atmosferica e ambientale, grazie alla severa analisi dei valori luminosi ricomposti per sintesi cromatiche convenientemente accostate.”.